# Linia zabudowy

Symbol obowiązującej linii zabudowy

Symbol nieprzekraczalnej linii zabudowy

Linia zabudowy – w projektowaniu urbanistycznym linia określająca obszar dopuszczalnego lub wymaganego położenia budynków. Rodzaj linii regulacyjnej stosowany w urbanistyce.
Przy sporządzaniu planów miejscowych do 2021 r., stosowało się oznaczenia graficzne dotyczące granic i linii regulacyjnych, określone w normie PN-B-01027. Należy jednak zaznaczyć, że od 1 stycznia 2003 r. stosowanie Polskich Norm jest dobrowolne. Powszechnie stosowanym oznaczeniem linii zabudowy jest ciągła linia, z umieszczonymi stycznie trójkątami.

## Linie zabudowy w planach miejscowych

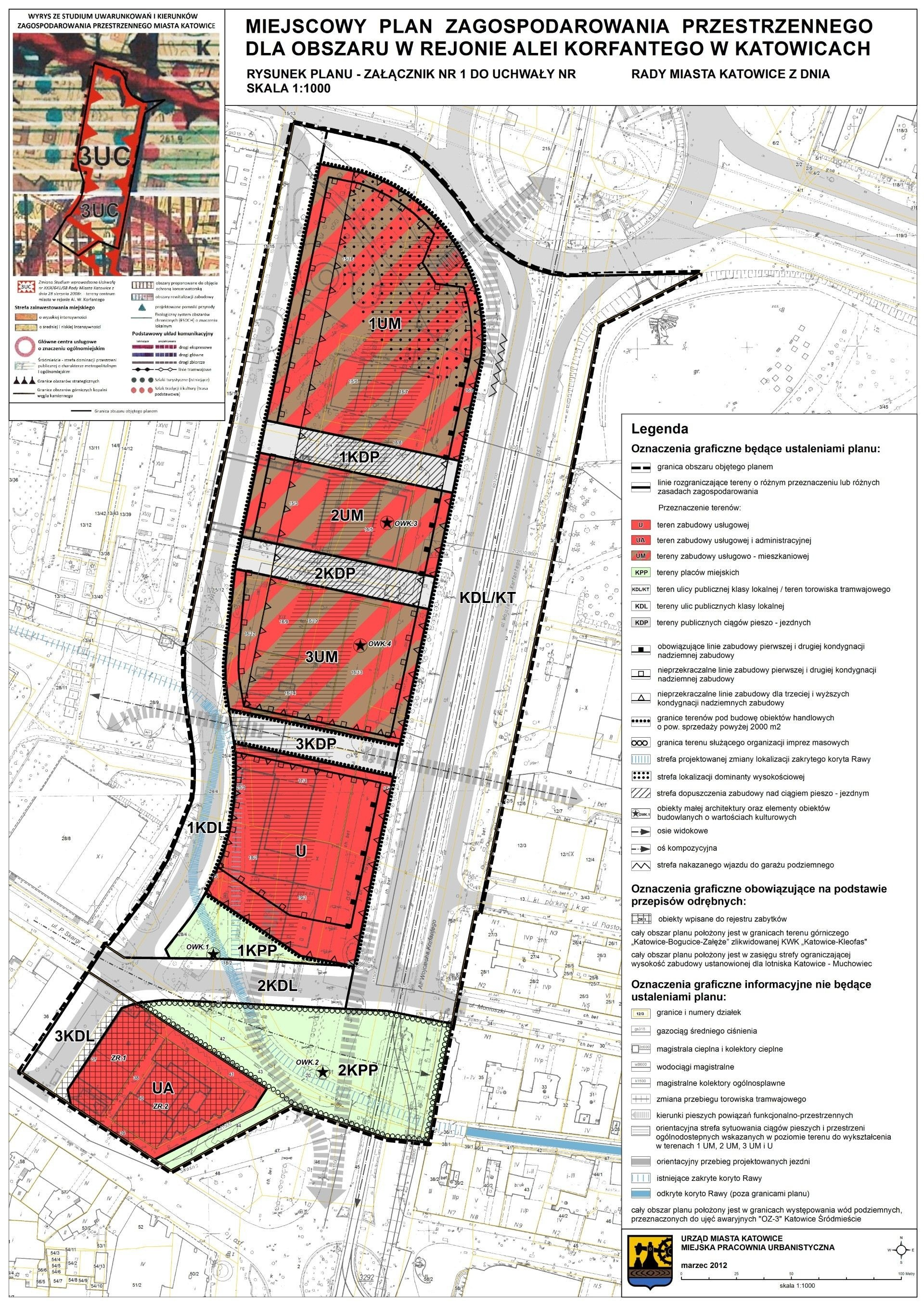
Przykład zastosowania różnych rodzajów linii zabudowy w planie miejscowym: dwa rodzaje linii nieprzekraczalnej dotyczące różnych kondygnacji.

Linia zabudowy należy do grupy parametrów i wskaźników kształtowania zabudowy, określanych obowiązkowo w miejscowym planie zagospodarowania przestrzennego. Mimo obowiązku stosowania, brak jest definicji legalnej linii zabudowy. W tym przypadku, zgodnie z zasadami techniki prawodawczej, dokładne znaczenie tego pojęcia jest każdorazowo ustalane w danym akcie prawnym (planie miejscowym), zazwyczaj na początku.
Najczęściej stosowanymi w miejscowych planach zagospodarowania przestrzennego rodzajami linii zabudowy są:
- obowiązująca linia zabudowy (czasem określana jako nakazana lub obligatoryjna) – linia wyznaczająca położenie lica ściany frontowej budynków,
- nieprzekraczalna linia zabudowy (czasem określana jako maksymalna nieprzekraczalna) – linia ograniczająca obszar, na którym dopuszcza się wznoszenie budynków.

Powyższe definicje są uproszczone i służą jedynie rozróżnieniu między dwoma podstawowymi rodzajami linii zabudowy. Dokładne znaczenie poszczególnych rodzajów linii (w tym rodzaje obiektów których dotyczą oraz wyjątki), należy zawsze odczytywać z planu miejscowego w którym pojęcia te są użyte, jeśli tylko są tam zdefiniowane. Stosuje się na przykład linie zabudowy dotyczące tylko określonych kondygnacji.

## Linie zabudowy w decyzjach o warunkach zabudowy
Linia zabudowy wyznaczana jest również w decyzji o warunkach zabudowy, wydawanej w przypadku braku planu miejscowego, przy czym rozporządzenie posługuje się pojęciem obowiązująca linia nowej zabudowy.  Jest ona co do zasady kontynuacją linii istniejącej zabudowy na działkach sąsiednich, z uwzględnieniem ograniczeń wynikających z innych przepisów. W przypadku gdy linie na działkach sąsiednich mają różne odległości od pasa drogowego, kontynuowana jest linia dalsza. 
Pojęcie obowiązująca linia nowej zabudowy często interpretowane jest jako linia wyznaczająca dokładne położenie budynku (jak linia obowiązująca lub nakazana w planie miejscowym), jednak w orzecznictwie NSA występuje również pogląd, iż ma ona charakter linii nieprzekraczalnej.